# Quai d'Ivry
Le quai d'Ivry est un quai situé le long de la Seine, à Paris, dans le 13e arrondissement.

## Origine du nom
Le quai porte ce nom car il se trouve sur le terrain d'Ivry-sur-Seine.

## Historique
La partie comprise entre la limite de l'ancienne enceinte fortifiée, le boulevard du Général-d'Armée-Jean-Simon, et la rue Bruneseau, qui faisait partie précédemment de la route nationale no 19, était située autrefois sur le territoire d'Ivry-sur-Seine, qui fut annexé à Paris par décret du 18 avril 1929.

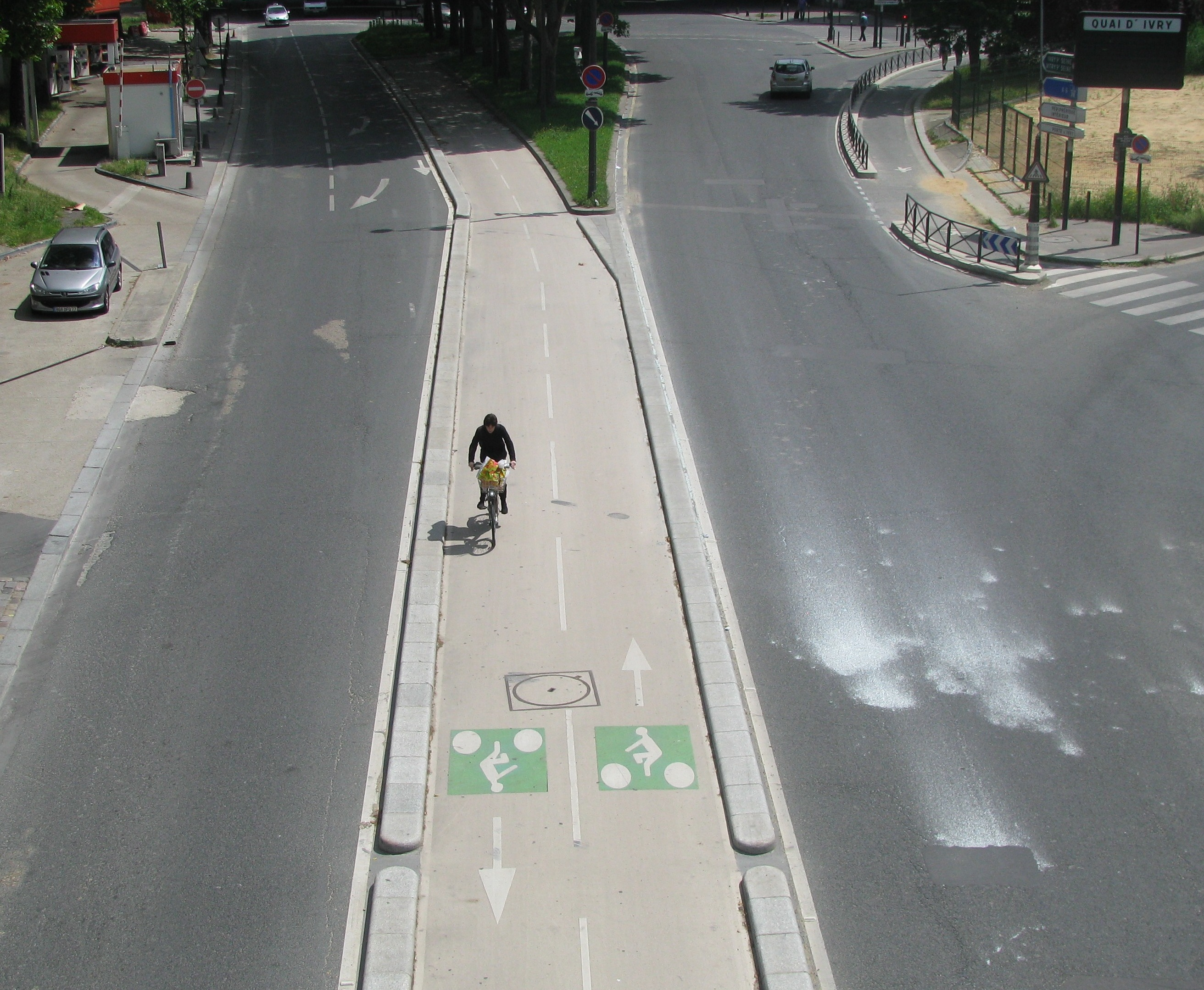
Piste cyclable au quai d'Ivry.

La physionomie du quai d'Ivry a été modifiée en partie lors de la création de l'échangeur d'Ivry du boulevard périphérique de Paris en 1970.

## Bâtiments remarquables et lieux de mémoire
- Entre la rue Bruneseau, le boulevard périphérique et le quai d'Ivry s'étend la Cité technique et administrative de la ville de Paris, réalisée par l'architecte Michel Kagan en 1991[1].